# Mo Bamba
Mohamed Karlakwan Damala "Mo" Bamba (Nueva York, 12 de mayo de 1998) es un baloncestista estadounidense que actualmente se encuentra sin equipo. Con 2,13 metros de estatura, juega en la posición de pívot.

## Trayectoria deportiva

### Primeros años
Bamba, nacido en Harlem, Nueva York, es hijo de emigrantes de Costa de Marfil, mientras que sus abuelos nacieron y crecieron en Mali. En octavo y noveno grado asistió al Cardigan Mountain School de Canaan (Nuevo Hampshire), mientras que antes de su temporada sophomore fue transferido al Westtown School de Westtown (Pensilvania). en su temporada sénior promedió 12,8 puntos, 9,3 rebotes y 3,4 tapones por partido. Ese año fue elegido para diputar los prestigiosos McDonald's All-American Game y el Nike Hoop Summit.

### Universidad
Jugó una temporada con los Longhorns de la Universidad de Texas, en la que promedió 12,9 puntos, 10,5 rebotes y 3,7 tapones por partido. Fue incluido en el segundo mejor quinteto de la Big 12 Conference, y en los mejores quintetos defensivo y de debutantes de la conferencia.
Tras finalizar su participación en el Torneo de la NCAA de 2018, en el mes de marzo anunció que renunciaba a los tres años que le quedaban de universidad para presentarse al Draft de la NBA de 2018.

#### Estadísticas
| Año     | Equipo | PJ | PT | MPP  | %TC  | %3P  | %TL  | RPP  | APP | ROB | TPP | PPP  |
| ------- | ------ | -- | -- | ---- | ---- | ---- | ---- | ---- | --- | --- | --- | ---- |
| 2017–18 | Texas  | 29 | 28 | 30.2 | .603 | .280 | .678 | 10.4 | .5  | .8  | 3.7 | 12.9 |

### Profesional
Fue elegido en la sexta posición del Draft de la NBA de 2018 por los Orlando Magic.
Tras cinco años en Orlando, el 9 de febrero de 2023 es traspasado a Los Angeles Lakers a cambio de Patrick Beverley.
El 4 de julio de 2023 firma como agente libre por una temporada con Philadelphia 76ers.
Tras una temporada en Philadelphia, el 1 de julio de 2024, firma por una temporada con Los Angeles Clippers.
El 1 de febrero de 2025 fue traspasado junto a P. J. Tucker, una selección de segunda ronda de 2030 y consideraciones en efectivo a los Utah Jazz a cambio de Drew Eubanks y Patty Mills, pero fue despedido al día siguiente.
El 10 demarzo de 2025 firmó un contrato de diez días con los New Orleans Pelicans.

## Selección nacional
Mo Bamba fue parte del combinado nacional de Estados Unidos Sub-18 que ganó la medalla de oro en el Campeonato FIBA Américas de 2016 disputado  en Valdivia, Chile.
Debido a su ascendencia marfileña, fue preseleccionado por el equipo de Costa de Marfil para disputar el Mundial de 2023, aunque finalmente no fue incluido entre los 12 elegidos.

## Estadísticas de su carrera en la NBA

### Temporada regular
| Año     | Equipo        | PJ  | PT  | MPP  | %TC  | %3P  | %TL   | RPP | APP | ROB | TPP | PPP  |
| ------- | ------------- | --- | --- | ---- | ---- | ---- | ----- | --- | --- | --- | --- | ---- |
| 2018-19 | Orlando       | 47  | 1   | 16.3 | .481 | .300 | .587  | 5.0 | .8  | .3  | 1.4 | 6.2  |
| 2019-20 | Orlando       | 62  | 0   | 14.2 | .462 | .346 | .674  | 4.9 | .7  | .4  | 1.4 | 5.4  |
| 2020-21 | Orlando       | 46  | 5   | 15.8 | .472 | .322 | .682  | 5.8 | .8  | .3  | 1.3 | 8.0  |
| 2021-22 | Orlando       | 71  | 69  | 25.7 | .480 | .381 | .781  | 8.1 | 1.2 | .5  | 1.7 | 10.6 |
| 2022-23 | Orlando       | 40  | 6   | 17.0 | .495 | .398 | .686  | 4.6 | 1.1 | .3  | 1.0 | 7.3  |
| 2022-23 | L.A. Lakers   | 9   | 1   | 9.8  | .407 | .313 | .545  | 4.6 | .4  | .1  | .6  | 3.7  |
| 2023-24 | Philadelphia  | 57  | 17  | 13.0 | .490 | .391 | .680  | 4.2 | .7  | .4  | 1.1 | 4.4  |
| 2024-25 | L.A. Clippers | 28  | 2   | 12.6 | .466 | .300 | .680  | 4.3 | .6  | .3  | 1.0 | 4.6  |
| 2024-25 | New Orleans   | 4   | 0   | 15.3 | .444 | .000 | 1.000 | 6.3 | .5  | .0  | .8  | 2.5  |
| Total   | Total         | 364 | 101 | 16.8 | .477 | .356 | .682  | 5.4 | .8  | .4  | 1.3 | 6.8  |

### Playoffs
| Año   | Equipo      | PJ | PT | MPP | %TC  | %3P  | %TL | RPP | APP | ROB | TPP | PPP |
| ----- | ----------- | -- | -- | --- | ---- | ---- | --- | --- | --- | --- | --- | --- |
| 2023  | L.A. Lakers | 3  | 0  | 3.4 | .000 | .000 | —   | 1.0 | .3  | .0  | .3  | .0  |
| Total | Total       | 3  | 0  | 3.4 | .000 | .000 | —   | 1.0 | .3  | .0  | .3  | .0  |